# Ladislav Cígler
Ladislav Cígler (10. září 1902 – 28. ledna 1982) byl český a československý odborář a politik; poválečný poslanec Prozatímního a Ústavodárného Národního shromáždění za Československou sociální demokracii.

## Biografie
Za první republiky působil jako odborový tajemník svazu soukromých zaměstnanců. V odborovém hnutí pracoval i za protektorátu. Za druhé světové války byl činný v odboji na Plzeňsku a v prosinci 1941 byl zatčen. Byl pak vězněn v koncentračním táboře Buchenwald.
Po válce se roku 1946 uvádí jako krajský tajemník ROH v Plzni. V rámci poválečné sociální demokracie na Plzeňsku představoval levicové křídlo. Již v květnu 1945 požádal o členství v KSČ. KSČ ho ale vyzvala, aby setrval v ČSSD. V polovině roku 1947 byl členem krajského výboru ČSSD v Plzni.
V letech 1945–1946 byl poslancem Prozatímního Národního shromáždění za sociální demokraty. Mandát obhájil v parlamentních volbách v roce 1946 a stal se poslancem Ústavodárného Národního shromáždění, kde zasedal do parlamentních voleb v roce 1948.
Zastupoval sociální demokraty z Plzeňska. V parlamentu na rozdíl od ostatních sociálně demokratických poslanců z Plzeňska podpořil v roce 1946 na post předsedy Národního shromáždění Antonína Zápotockého. V roce 1947 ovšem kritizoval politizaci odborů při komunistické kampani za zavedení tzv. milionářské dávky. Během únorového převratu v roce 1948 byl jeho postoj nevyhraněný. Na sjezdu závodních rad v únoru 1948 se zdržel hlasování, pak se nicméně stal členem prokomunistického Akčního výboru Krajské odborové rady (KOR) a krajského Akčního výboru Národní fronty. V kádrových materiálech KSČ z té doby byl ovšem označován jako jeden z těch, kteří postupně splynuli“ s „pravicovým“ vedením plzeňské sociální demokracie a jeho spis byl opatřen poznámkou Nelze mu důvěřovat. Později byl z akčních výborů odstraněn. 3. března 1948 byl dán na dovolenou v KOR v Plzni. Ve volbách do Národního shromáždění roku 1948 byl zařazen na nevolitelné místo. Zúčastnil se ale veřejné agitace ve prospěch jednotné prokomunistické kandidátní listiny v těchto volbách.
Poté, co se roku 1948 sloučila ČSSD s KSČ, bylo mu odmítnuto přijetí do Komunistické strany Československa. Pracoval v ÚRO v Praze a později byl báňským inspektorem na Ústředním báňském úřadu v Praze.
Od 14. prosince 1956 do 9. listopadu 1964 byl evidován jako agent StB pod jménem MAREK (centrála kontrarozvědky, 1 finanční svazek).